# TEA (язык программирования)
TEA — скриптовый язык программирования работающий на Java-платформе. Сочетает возможности языков Scheme, Tcl и Java.
Интерпретатор TEA не является свободным ПО.

## Альтернативы оригинальному интерпретатору
- destea — свободная замена интерпретатора TEA, реализованная на языке Perl в рамках проекта CPAN: Language::Tea[1] — генератор Java-кода из исходного кода на языке TEA,

- open source компилятор TeaClipse, который использует синтаксический анализатор, основанный на JavaCC и JJTree, преобразующий исходный код на языке TEA в собственный байт-код. Автор TeaClipse заявил о намерениях[2] расширить проект до генерации Java байт-кода.